# Xã Iron, Quận St. Francois, Missouri
Xã Iron (tiếng Anh: Iron Township) là một xã thuộc quận St. Francois, tiểu bang Missouri, Hoa Kỳ. Năm 2010, dân số của xã này là 3.257 người.